# Tatsiana Zelianko
 (juillet 2022).
Si vous disposez d'ouvrages ou d'articles de référence ou si vous connaissez des sites web de qualité traitant du thème abordé ici, merci de compléter l'article en donnant les références utiles à sa vérifiabilité et en les liant à la section « Notes et références ».

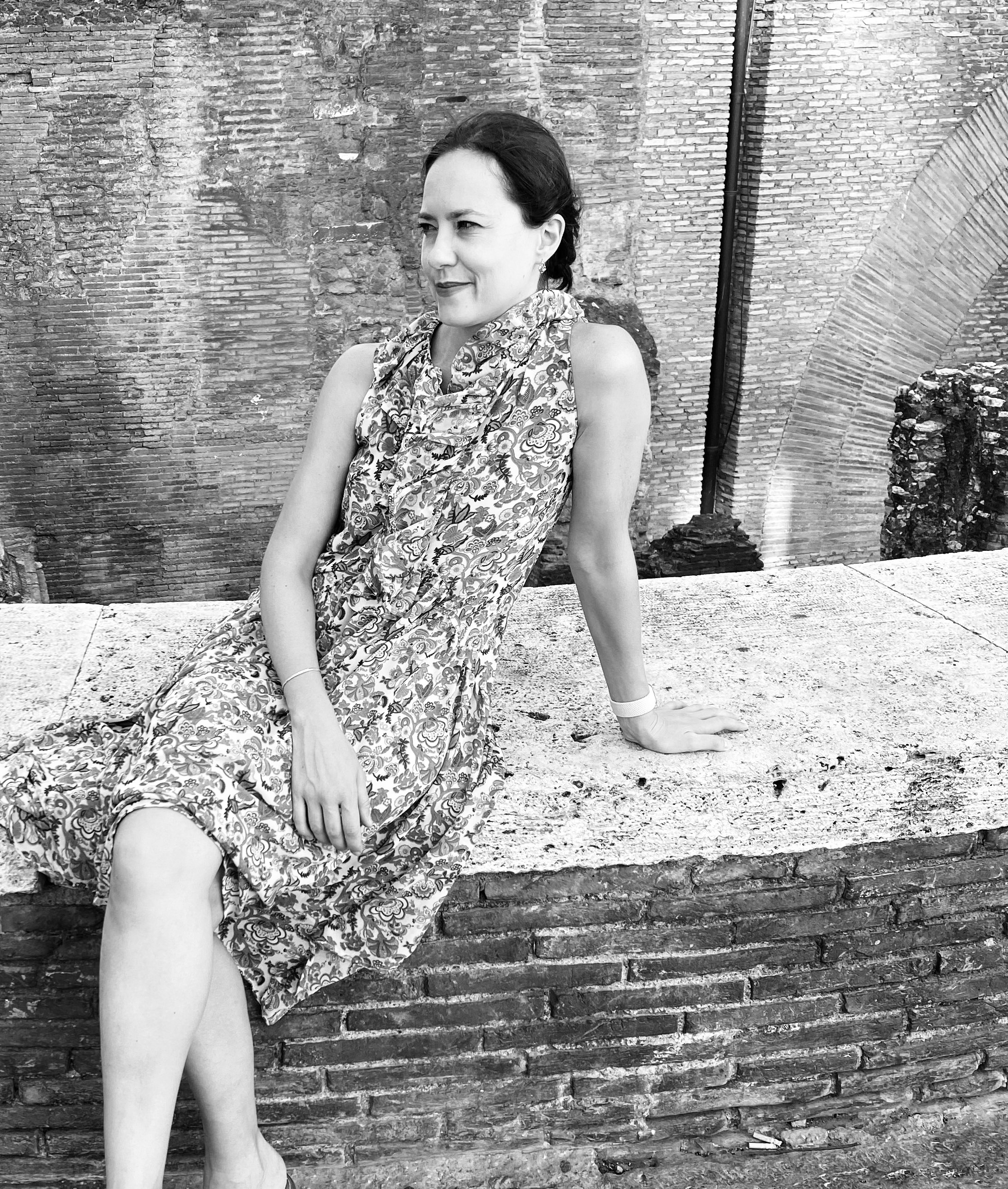
T. Zelianko

Tatsiana Zelianko est une compositrice et pianiste luxembourgeoise née en 1980 à Brest en Biélorussie.

## Biographie

### Formation
Tatsiana Zelianko effectue sa formation à l’Académie de Musique à Minsk où elle obtient un Master en interprétation instrumentale (piano) et est diplômée comme professeur de piano et artiste chambriste.
Elle travaille ensuite à la Philharmonie de Brest (BY), comme pianiste concertiste.
Après s’être installée au Luxembourg en 2008, elle s’oriente vers la composition contemporaine et entreprend des études d’écriture et d’analyse musicale au Conservatoire de Luxembourg, couronnées par deux premiers prix.
En 2015, elle remporte le premier prix dans la section Senior au Concours International de composition Artistes en Herbes de Luxembourg.

### Statut d'artiste
En 2016, Tatsiana Zelianko obtient le statut gouvernemental d’artiste au Luxembourg[réf. nécessaire].

## Compositions et collaborations

### Collaborations internationales
Elle a à son actif plusieurs dizaines de créations musicales diverses et variées[réf. nécessaire].
La compositrice a déjà réalisé un nombre important de commandes musicales au Luxembourg en collaboration avec Noise Watchers Unlimited, le CAPe, Centre National de littérature de Mersch, Lucilin, Ars Musica, le CID | Fraen an Gender, la Philharmonie et le Ministère de la Culture.
Ses partitions ont été créées dans d’autres pays tels que la France, le Royaume-Uni, la Biélorussie et la Bulgarie.
Depuis 2013, ses œuvres sont inscrites au catalogue de l’édition Luxembourg Music Publishers a. s. b. l., regroupant des compositeurs luxembourgeois.
En 2015, elle a réalisé plusieurs commandes d’État dont une commande de la Philharmonie Luxembourg dans le cadre du Festival Rainy Days, en coproduction avec la Cinémathèque de la Ville de Luxembourg. L’œuvre, d’une durée de 90 minutes, a été composée pour un ciné-concert autour du film d’Alfred Hitchcock, The Lodger. Sa création mondiale a été assurée par United Instruments of Lucilin sous la direction de David Reiland, le 25 novembre 2015 à la Philharmonie Luxembourg.

### Reconnaissances
En 2018 la compositrice est mise à l’honneur pour la 18e édition du Festival Musiciennes à Ouessant,.
La même année, Tatsiana Zelianko devient la sixième lauréate du prix Arts et Lettres de l’Institut Grand-Ducal, destiné à encourager les jeunes créateurs du Luxembourg.

### Dernières créations
En 2021, avec quelques retards dus à la pandémie de Covid-19, la pièce Un Songe Austral, pour quatuor à corde et danseur, une commande de United Instruments of Licilin, a été jouée en première mondiale à Bergen en Norvège au cours du festival Avgarde. La pièce a ensuite été rejouée au Grand Duché la même semaine.
En 2021, dans le cadre du festival ARS musica, une commande de l’Ars Musica, la pièce Niwwelsequenz, une œuvre pour voix, piano et ondes Martenot, a été jouée en première mondiale à l’Arsonic de Mons en Belgique.
À l'image de ses œuvres présentées, le travail de composition de Tatsiana Zelianko consiste en grande partie à suggérer des histoires[réf. nécessaire].